# 南岳衡山博物馆
27°14′46.7″N 112°43′56.0″E / 27.246306°N 112.732222°E
南岳衡山博物馆，位于湖南省衡阳市南岳区，于2010年12月10日免费对公众开放。

## 展区分布
南岳衡山博物馆的总建筑面积为1200平方米，其中900平方米为博物馆展区。
博物馆由序厅、自然厅、人文厅、宣教厅、影视厅等五部分组成。
序厅：前言和南岳衡山景观浮雕，馆标“灵秀南岳，衡称天地”。
自然厅：分地质地貌和生态环境两部分。
人文厅：远古衡岳、国家祭祀、宗教圣地、民间朝圣、中华寿岳、文明奥区、国际交往等七部分。

## 所藏展品
南方卫视2014年录制过《中华旅游名博南岳衡山行》节目，节目视频显示：
自然厅的展品包括蝴蝶标本、植物标本，沙盘里用模型模拟了衡山的生态系统。
人文厅的展品包括江泽民在南岳的题词、佛教活动的记录照片、国共南岳合作的历史照片等。